# Keys (téléfilm, 1994)
Pour les articles homonymes, voir Keys.
Keys est un téléfilm de 1994, écrit et réalisé par John Sacret Young.

## Distribution
- Marg Helgenberger : Maureen 'Kick' Kickasola,
- Ralph Waite : Dr. C.J. Halligan,
- Richard Masur : Lowly Flowers